# Jonathan Morgan Heit
Jonathan Morgan Heit (nascido em 16 de julho de 2000) é um ex-ator mirim norte-americano. Conhecido por seu papel no filme de Adam Sandler, Bedtime Stories, onde interpretou Patrick. Também dirigiu e escreveu um curta-metragem intitulado It Happens, sobre um homem que tem um dia terrível.[carece de fontes?]

## Biografia
Heit é filho de Melissa Segal e Jay Heit. Sua estreia profissional foi em 2006, quando ele apareceu na série de televisão Close to Home e General Hospital. Em 2007, ele apareceu em 2 mais programas de televisão, ER e no talk show The Showbiz Show com David Spade. Heit foi um dos dois filhos no filme de 2008 Bedtime Stories. Ele também deu voz a Holly and Hal Moose: Our Uplifting Christmas Adventure e Santa Buddies. Em 2010, ele apareceu Valentine's Day com o personagem Franklin, e logo após, no filme Date Night com o papel de Oliver Foster. Heit é a voz de Cubby na série Jake and the Never Land Pirates. Ele se aposentou da atuação em 2016 e agora trabalha como galerista.

## Trabalhos

### Cinema
| Ano  | Título                                   | Papel                | Notas                       |
| ---- | ---------------------------------------- | -------------------- | --------------------------- |
| 2008 | Bedtime Stories                          | Patrick              | Estreia no cinema           |
| 2008 | Holly and Hal Moose: Christmas Adventure | Weston               | Filme para TV, papel de voz |
| 2009 | Santa Buddies: The Legend of Santa Paws  | Mud Bud              | Voz, não creditado          |
| 2010 | Valentine's Day                          | Franklin             |                             |
| 2010 | Date Night                               | Oliver Foster        |                             |
| 2010 | The Search for Santa Paws                | Jimmy                |                             |
| 2011 | Starsucker                               | Gabriel              | Curta-metragem              |
| 2011 | Wish Wizard                              | Larry the Leprechaun |                             |
| 2011 | Jake and the Never Land Pirates          | Cubby                | Dublagem                    |
| 2013 | Escape from Planet Earth                 | Kipper Supernova     | Dublagem                    |
| 2013 | Granite Flats                            | Arthur Milligin      |                             |

### Televisão
| Ano  | Título                            | Papel          |
| ---- | --------------------------------- | -------------- |
| 2006 | Close to Home                     | Frankie Waters |
| 2006 | General Hospital                  | Menino pequeno |
| 2007 | ER                                | Jessie         |
| 2007 | The Showbiz Show with David Spade | Menino         |
| 2009 | Monk                              | Billy Cooper   |
| 2009 | How I Met Your Mother             | Menino #1      |
| 2011 | Rules of Engagement               | Leland         |